# 整数環
数学において、代数体 K の整数環（せいすうかん、英: ring of integers）とは、K に含まれるすべての整な元からなる環である。整な元とは有理整数係数の単多項式 xn + cn−1xn−1 + ⋯ + c0 の根である。この環はしばしば OK あるいは {\displaystyle {\mathcal {O}}_{K}} と書かれる。任意の有理整数は K に属し、その整元であるから、環 Z はつねに OK の部分環である。
環 Z は最も簡単な整数環である。すなわち、Z = OQ ただし Q は有理数体である。そして実際、代数的整数論では、Z の元はこのためしばしば「有理整数」と呼ばれる。
代数体の整数環は体の一意的な極大整環である。

## 性質
整数環 OK は有限生成 Z 加群である。実際、それは自由 Z 加群であり、したがって整基底 (integral basis), すなわち次のような基底を持つ：Q ベクトル空間 K の基底 b1, … ,bn ∈ OK であって、OK の各元 x は ai ∈ Z で一意的に
{\displaystyle x=\sum _{i=1}^{n}a_{i}b_{i}}
と表せる。OK の自由 Z 加群としての階数 n は K の Q 上の次数に等しい。
代数体の整数環はデデキント整域である。

## 例
p が素数で、ζ が1の p 乗根で、K = Q(ζ) が対応する円分体のとき、OK = Z[ζ] の整基底は (1, ζ, ζ2, … , ζp−2) で与えられる。
d が平方因子を持たない整数で、K = Q(√d) が対応する二次体のとき、OK は二次の整数の環であり、その整基底は次で与えられる：d ≡ 1 (mod 4) のとき (1, (1 + √d)/2) で、d ≡ 2, 3 (mod 4) のとき (1, √d) である。

## 乗法的構造
整数環において、すべての元は既約元への分解を持つが、環は一意分解の性質を持つとは限らない：例えば、整数環 Z[√−5] において、元 6 は2つの本質的に異なる既約元への分解を持つ：
{\displaystyle 6=2\cdot 3=(1+{\sqrt {-5}})(1-{\sqrt {-5}})\ .}
整数環はつねにデデキント整域であり、したがってイデアルの素イデアルへの一意分解を持つ。
整数環 OK の単数全体は、ディリクレの単数定理により、有限生成アーベル群である。捩れ部分群は K の1の冪根全体からなる。捩れなし生成元の集合は基本単数の集合と呼ばれる。

## 一般化
非アルキメデス的局所体 F の整数環を絶対値が 1 以下の F のすべての元の集合として定義する；これは強三角不等式により環である。F が代数体の完備化であれば、その整数環は代数体の整数環の完備化である。代数体の整数環はすべての非アルキメデス的完備化において整数であるような元の全体として特徴づけられる。
例えば、p 進整数 Zp は p 進数 Qp の整数環である。